# Gongri (socken i Kina, lat 32,45, long 94,49)
Gongri (kinesiska: 贡日, 贡日乡) är en socken i Kina. Den ligger i den autonoma regionen Tibet, i den sydvästra delen av landet, omkring 450 kilometer nordost om regionhuvudstaden Lhasa. Antalet invånare är 1737. Befolkningen består av 848 kvinnor och 889 män. Barn under 15 år utgör 36 %, vuxna 15-64 år 59 %, och äldre över 65 år 4,0 %.
Genomsnittlig årsnederbörd är 787 millimeter. Den regnigaste månaden är juni, med i genomsnitt 178 mm nederbörd, och den torraste är november, med 4 mm nederbörd.